# Tr11
Tr11 – polskie oznaczenie PKP parowozu towarowego austriackiej serii kkStB 170, produkowanego w latach 1897–1921 w Austrii i Czechosłowacji, o układzie osi 1'D, na parę nasyconą.

## Produkcja i służba do I wojny światowej
Parowóz serii 170 został skonstruowany z myślą o obsłudze linii Wiedeń – Innsbruck – Zürich, przebiegającej 10-kilometrowym tunelem pod przełęczą Arlberg na wysokości 1300 m n.p.m., na której dotychczasowe lokomotywy towarowe, przede wszystkim seria 73, przestały być wystarczające. Projektantem parowozu był znany austriacki inżynier Karl Gölsdorf.
Dwie pierwsze lokomotywy serii 170 wyprodukowane w Wiener Neustädter Lokomotivfabrik (WNL), oddano do służby w 1897 roku. Następne lokomotywy produkowano w krótkich seriach w tej fabryce zarówno dla państwowych kolei kkStB (początkowo jedynie 15 sztuk, w latach 1897–1905), jak i dla Kolei Południowej (Südbahn-Gesellschaft, 54 lokomotywy w latach 1898–1909, o numerach 3001 – 3054). Zamówienia na dużą skalę ruszyły dopiero po kilkuletniej przerwie, w 1913 roku, wraz z rozszerzeniem gamy producentów na fabryki: StEG, Lokomotivfabrik Floridsdorf (WLF), BMM, Breitfeld Danek (od 1916) i Krauss w Linzu (od 1917). W sumie do 1919 roku kolejom kkStB lub ich następcy BBÖ dostarczono 783 parowozy, o numerach 170.01 do 170.783 (inne dane: 796 lokomotyw). Łącznie z 54 parowozami Kolei Południowej, stanowiły przez to najliczniejszą serię parowozów austriackich. Dalsze zamówienia dla kolei czechosłowackich czechosłowackie fabryki ČMK, Breitfeld Danek i Škoda realizowały aż do 1921 roku (71 parowozów, pierwotne numery 170.784 – 170.854).
Warto podkreślić, że produkcja tych maszyn trwała na przestrzeni 25 lat bez większych zmian konstrukcyjnych, oraz to, że miały one kotły na parę nasyconą, a wtedy już w większości krajów takich lokomotyw nie budowano. W czasie wejścia parowozu do produkcji, miał on największą moc silnika i najwydajniejszy kocioł wśród parowozów europejskich. Konsekwencją tego była jednak ich mała ekonomiczność.
Rozwinięciem serii 170 były parowozy serii 270 (polskie oznaczenie Tr12).

## Służba po I wojnie światowej
Po zakończeniu I wojny światowej lokomotywy trafiły do nowo powstałych państw po rozpadzie monarchii austro-węgierskiej, w tym do Polski, gdzie otrzymały oznaczenie serii Tr11. W okresie międzywojennym na PKP służyło 145 lokomotyw, o numerach Tr11-1 do Tr11-145. Podczas II wojny światowej liczne lokomotywy zostały przejęte przez ZSRR lub Niemcy. Jedynie około połowy lokomotyw Tr11 powróciło po wojnie – na stanie PKP znajdowały się 72 parowozy, które służyły do 1955 roku.
Po I wojnie światowej 306 lokomotyw otrzymała Czechosłowacja, z czego 297 weszło do eksploatacji na kolejach ČSD, otrzymując oznaczenie jako seria 434.0 (numery 434.001 do 434.0297). Doszło do nich następnie 71 lokomotyw powojennej produkcji czeskiej (numery 434.0298 do 434.0368). Lokomotywy te modernizowano, zmniejszając liczbę płomieniówek do 287 i powierzchnię ogrzewalną do 241 m³. Z powodu ich małej ekonomiczności, w latach 1924–1951 345 z nich zrekonstruowano na serię 434.2, z zastosowaniem przegrzewacza pary. Serię 434.0 wycofano do 1955 roku, serię 434.2 do 1980 roku.
Poza kolejami austriackimi, lokomotywy serii 170 po I wojnie światowej używane były także na Węgrzech, we Włoszech i Jugosławii.

## Opis
Parowóz towarowy o układzie osi 1'D, napędzany dwucylindrowym silnikiem sprzężonym, z kotłem na parę nasyconą (układ 1'D n2v). Parowóz miał ruszt o dużej powierzchni i bardzo wydajny kocioł. Pierwsze 9 lokomotyw miało ruszt o powierzchni 3,36 m² i kocioł o całkowitej powierzchni ogrzewalnej 250 m², lecz od lokomotywy 170.10 zwiększono palenisko, przez co powierzchnia rusztu wzrosła do 3,91 m², a powierzchnia ogrzewalna do 250,3 m². Kocioł miał 295 płomieniówek. Na kotle były dwie kopuły zbieralnika pary połączone rurą, typowe dla niektórych serii parowozów austriackich konstrukcji Gölsdorfa (wprowadzone po raz pierwszy w lokomotywach serii 6). W przednim zbieralniku była przepustnica, a z jego prawej strony był wyprowadzony zewnętrzny przewód pary do prawego cylindra (wysokoprężnego), natomiast na tylnym zbieralniku były dwa zawory bezpieczeństwa Pop-Coale. Większość lokomotyw miała baniasty odiskiernik Rihoseka na kominie
Ostoja parowozu była wewnętrzna. Koła napędne miały średnicę 1258 mm, napędzana była trzecia oś wiązana. W celu ułatwienia pokonywania łuków (o promieniu 150 m), osie wiązane druga i czwarta miały możliwość przesuwu na boki o 21 mm. Z przodu parowóz miał toczną oś Adamsa bez nastawiacza powrotnego, o przesuwie na boki 58 mm. Hamulce działały na koła drugiej i trzeciej osi wiązanej i osi tocznej (pierwsze 9 lokomotyw: tylko na koła pierwszej i drugiej osi wiązanej).
Silnik sprzężony miał mechanizm rozrządu Heusingera i mechanizm rozruchowy systemu Gölsdorfa.
W przypadku parowozów normalnotorowych maksymalna siła pociągowa maszyny jest ograniczona jej przyczepnością, dotyczy to również Tr11. Maksymalna przy rozruchu siła pociągowa tego parowozu wynosi 14 500 kG. Parowóz ten opalany węglem lepszego gatunku mógł po torze poziomym ciągnąć ładowne składy towarowe o masie 840 T z prędkością 60 km/h lub 1270 T – 50 km/h. W terenach górzystych na wzniesieniu 20‰ mógł ciągnąć takie same składy, ale o masie 150 ton z szybkością 40 km/h.